# Tillandsia samaipatensis
Tillandsia samaipatensis là một loài thuộc chi Tillandsia. Đây là loài đặc hữu của Bolivia.